# 見本工事商法
見本工事商法（みほんこうじしょうほう）とは、業者が訪問して「見本工事をさせて欲しい。見本工事なので、費用は実費だけですから格安です」などといってリフォームの勧誘をする商法をいう。実際に工事すると、工事が粗悪であったり費用が高額であることが多い。
この商法は、訪問販売のため、特定商取引法に基いてクーリングオフできる場合がある。